# Distretto di Grodzisk Wielkopolski
Il distretto di Grodzisk Wielkopolski (in polacco powiat grodziski) è un distretto polacco appartenente al voivodato della Grande Polonia.

## Geografia antropica

### Suddivisioni amministrative
Il distretto comprende 5 comuni.
- Comuni urbano-rurali: Grodzisk Wielkopolski, Rakoniewice, Wielichowo
- Comuni rurali: Granowo, Kamieniec